# Grebenișu de Câmpie
Grebenișu de Câmpie (in ungherese Mezőgerebenes, in tedesco Gerbesch) è un comune della Romania di 1637 abitanti, ubicato nel distretto di Mureș, nella regione storica della Transilvania. 
Il comune è formato dall'unione di tre villaggi: Grebenișu de Câmpie, Leorința, Valea Sânpetrului.